# Axioms
Axioms es el sexto álbum recopilatorio de la banda británica de rock progresivo Asia y fue publicado en 1999.  Este álbum de dos discos compactos  es una compilación de canciones que se encuentran en los álbumes de estudio Aqua de 1992, Aria de 1994 y Arena de 1996.

## Lista de canciones

### Disco uno
| Side one |                           |                                          |          |  |
| N.º      | Título                    | Escritor(es)                             | Duración |  |
| 1.       | «Bella Nova»              | Geoff Downes / John Payne                | 3:13     |  |
| 2.       | «Who Will Stop the Rain?» | Downes / Johnny Warman / Jane Woolfenden | 4:37     |  |
| 3.       | «Heaven on Earth»         | Payne / Andy Nye                         | 4:54     |  |
| 4.       | «Words»                   | Downes / Payne                           | 5:19     |  |
| 5.       | «Turn It Down»            | Downes / Payne / Michael Sturgis         | 5:19     |  |
| 6.       | «Summer»                  | Downes / Payne                           | 4:07     |  |
| 7.       | «Heaven»                  | Downes / Payne                           | 5:18     |  |
| 8.       | «A Far Cry»               | Downes / Payne / Grant Hart              | 5:32     |  |
| 9.       | «Love Under Fire»         | Downes / Greg Lake                       | 5:16     |  |
| 10.      | «Tell Me Why»             | Downes / Payne                           | 5:15     |  |
| 11.      | «Anytime»                 | Downes / Payne                           | 4:57     |  |
| 12.      | «Aqua Pt. 2»              | Downes / Payne                           | 2:13     |  |

### Disco dos
| Side one |                          |                                  |          |  |
| N.º      | Título                   | Escritor(es)                     | Duración |  |
| 1.       | «Into the Arena»         | Downes / Payne / Elliott Randall | 3:00     |  |
| 2.       | «Military Man»           | Downes / Payne                   | 4:12     |  |
| 3.       | «The Hunter»             | Geoff Downes                     | 5:22     |  |
| 4.       | «Desire»                 | Downes / Payne / Nye             | 5:22     |  |
| 5.       | «Sad Situation»          | Downes / Payne                   | 4:00     |  |
| 6.       | «The Day Before the War» | Downes / Payne                   | 9:08     |  |
| 7.       | «Feels Like Love»        | Downes / Payne                   | 4:50     |  |
| 8.       | «Different Worlds»       | Downes / Payne                   | 5:52     |  |
| 9.       | «Remembrance Day»        | Downes / Payne                   | 4:19     |  |
| 10.      | «U Bring Me Down»        | Downes / Payne / Aziz Ibrahim    | 7:07     |  |
| 11.      | «Aria»                   | Downes / Payne                   | 2:28     |  |

## Formación
- Geoff Downes — teclados y coros
- John Payne — voz principal, bajo y guitarra
- Steve Howe — guitarra, dobro y mandolina
- Al Pitrelli — guitarra
- Elliott Randall — guitarra
- Aziz Ibrahim — guitarra
- Anthony Glynne — guitarra
- Tomoyasu Hotei — guitarra
- Carl Palmer — batería y percusiones
- Michael Sturgis — batería
- Simon Phillips — batería
- Nigel Glockler — batería
- Luis Jardim — percusiones